# Loevesteinse factie

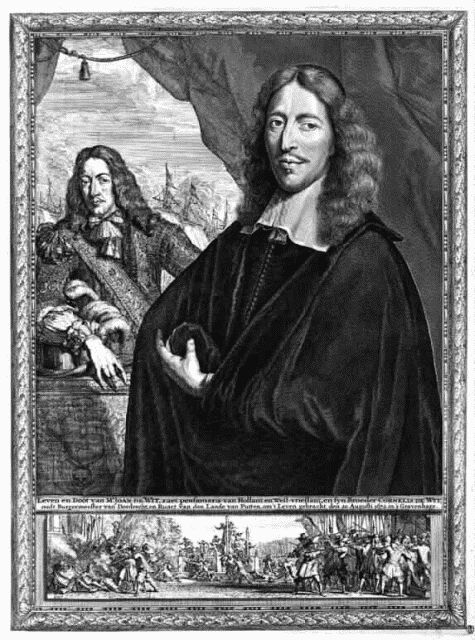
De gebroeders de Witt staan symbool voor de "Loevesteinse factie".

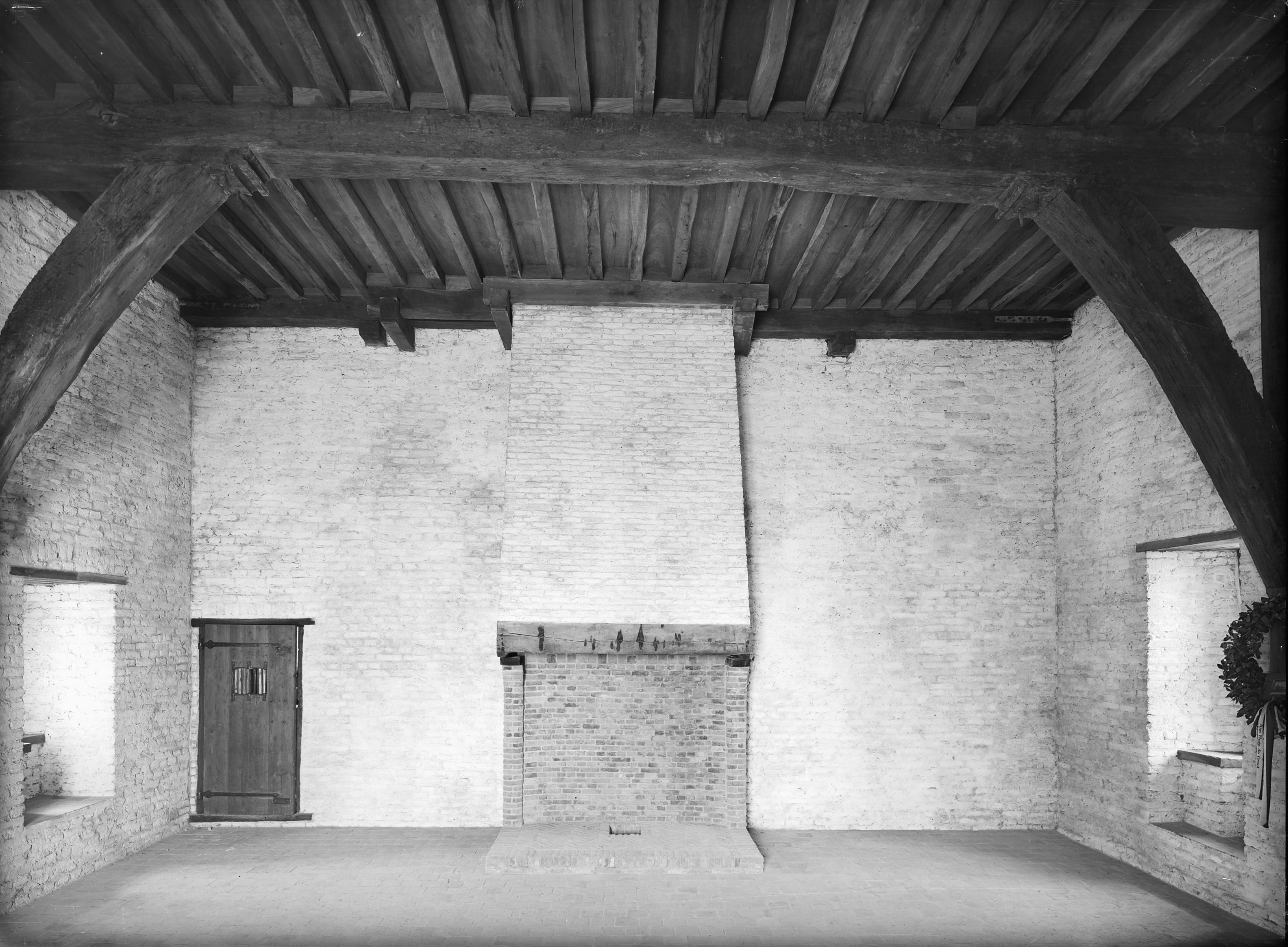
De kamer op Slot Loevestein waar volgens overlevering Hugo de Groot gevangen zat

De Loevesteinse factie of de Loevesteiners is een andere naam voor de staatsgezinden in de tweede helft van de 17e eeuw in het gewest Holland. Zij wierp zich op als het kamp van de 'ware vrijheid' tegen het stadhouderschap van de Oranjes en streefde naar een zuiver republikeinse staatsvorm.

## Geschiedenis
De naam Loevestein verwijst naar Slot Loevestein. Daar sloot stadhouder Willem II zes Hollandse Statenleden op bij zijn staatsgreep op 30 juli 1650, op dezelfde dag dat de mislukte aanslag op Amsterdam plaatsvond. Onder hen was ook de burgemeester van Dordrecht, Jacob de Witt (de vader van Johan en Cornelis de Witt). Op aandrang van de Staten van Holland werden zij al tussen 17 en 22 augustus 1650 achtereenvolgens vrijgelaten. Jacob de Witt werd daarbij uit al zijn functies ontzet, maar toen Willem II enkele maanden na zijn staatsgreep overleed, kreeg Jacob de meeste functies terug. Door deze gebeurtenissen is het begrip Loevesteinse factie synoniem geworden voor de Staatsgezinden die tegen een stadhouder waren. Ook de familie De Witt behoorde na dit voorval bij de Staatsgezinden.
De term "Loevesteinse factie" is bedacht door hun orangistische tegenstanders. Er is gesuggereerd dat Jacob zijn zonen had begiftigd met anti-Oranjegevoelens en hij zou hen elke dag 'Gedenck aan Loevesteyn' hebben gezegd, al wordt dat betwijfeld. Prinsgezinden gingen vanaf de jaren 1660 de gebroeders de Witt vereenzelvigen met eerdere staatsgezinden zoals Johan van Oldenbarneveldt (geëxecuteerd wegens zijn oppositie tegen prins Maurits) en Hugo de Groot (op instigatie van Maurits eerder al opgesloten in Loevestein, maar ontsnapt). Na de dubbelmoord op de gebroeders De Witt in 1672 gingen hun medestanders dat ook doen, waarmee "Loevesteiner" een geuzennaam werd. In de 18e eeuw werden van Oldenbarneveldt en de Groot met terugwerkende kracht tot de "helden en martelaren van de Loevesteinse traditie" gerekend. Begin 19e eeuw wenste koning Willem I het liefste dat de partijtwisten ten tijde van de Republiek zouden worden 'vergeven en vergeten', maar onder meer de fel orangistische historicus Willem Bilderdijk enerzijds en de liberale historicus Reinier Cornelis Bakhuizen van den Brink (naar eigen zeggen "Loevesteiner [...] tot in het gebeente") anderzijds wilden daar niets van weten en de Nederlandse geschiedenis volgens hun eigen opvattingen herschrijven.